# Niżegorodzka Szkoła Teatralna
Niżegorodzka Szkoła Teatralna im. Jewgienija Jewstigniejewa (ros. Нижегородское театральное училище имени Е. А. Евстигнеева) – radziecka (działająca jako Gorkowska Szkoła Teatralna), następnie rosyjska uczelnia publiczna w Niżnym Nowogrodzie.